# Municipio de German (condado de Fulton)
El municipio de German (en inglés: German Township) es un municipio ubicado en el condado de Fulton en el estado estadounidense de Ohio. En el año 2010 tenía una población de 6443 habitantes y una densidad poblacional de 48,93 personas por km².

## Geografía
El municipio de German se encuentra ubicado en las coordenadas 41°32′24″N 84°18′1″O / 41.54000, -84.30028. Según la Oficina del Censo de los Estados Unidos, el municipio tiene una superficie total de 131.67 km², de la cual 130,7 km² corresponden a tierra firme y (0,74 %) 0,97 km² es agua.

## Demografía
Según el censo de 2010, había 6443 personas residiendo en el municipio de German. La densidad de población era de 48,93 hab./km². De los 6443 habitantes, el municipio de German estaba compuesto por el 92,35 % blancos, el 0,36 % eran afroamericanos, el 0,39 % eran amerindios, el 0,84 % eran asiáticos, el 4,3 % eran de otras razas y el 1,77 % eran de una mezcla de razas. Del total de la población el 13,53 % eran hispanos o latinos de cualquier raza.